# Eduardo Abel Giménez
Eduardo Abel Giménez (Morón, 1954) es un escritor argentino, especialista en juegos de ingenio, músico, bloguero, tallerista y editor. Codirige el portal de literatura infantil «Imaginaria» y es el responsable de «Tam Tam», un espacio para jóvenes de 13 a 18 años. Es escritor y editor de la editorial «Dábale Arroz», gestionada junto a Natalia Méndez.

## Libros publicados
Algunos de ellos son:
- El fondo del pozo (novela, Minotauro, 1985)
- Días de fuga de la prisión multiplicada (juego de fantasía, Filofalsía, 1987)
- Bichonario. Enciclopedia Ilustrada de Bichos (humor, con Douglas Wright, Libros del Quirquincho, 1991)
- Un paseo por Camarjali - El misterio del planeta mutante (novela, Libros del Quirquincho, 1993)
- Colección Bichonario (humor, cuatro títulos, con Douglas Wright, Libros del Quirquincho, 1994)
- Colección El laberinto de los Juegos (juegos de ingenio, tres títulos, con Douglas Wright, Libros del Quirquincho, 1994)
- Monstruos por el borde del mundo (novela, Alfaguara, 1996)
- Colección Bichonario (humor, tres títulos, con Douglas Wright, Altea, 1998)
- La bruja Cereza y Nadie puede fabricar una manzana (infantiles, con Roberto Sotelo y Douglas Wright, Atlántida, 2001)
- La caja mágica (juegos de ingenio, con Douglas Wright, Atlántida, 2001)
- Quiero escapar de Brigitte (novela, Editorial Comunicarte, 2007)
- Como agua (libro álbum, con Cecilia Afonso Esteves, Libros del Eclipse, 2009)
- Un paseo por Camarjali (novela, Norma,  2010)
- La ciudad de las nubes (novela, Edelvives, 2011)

## Premios
Algunos de ellos son:
- 2º premio en el Concurso de Letras del Fondo Nacional de las Artes, categoría novela (2016)[6] por Juicio a las diez
- Mención en los Premios Nacionales de Cultura, organizados por la Secretaría de Cultura de Nación, en la categoría de Literatura infantil, (2012)[7] por La ciudad de las nubes